# Петка (Дубровник)
Петка је назив за два брежуљка и заштићени парк изнад дубровачког градског предела и полуострва Лапад.
Велика Петка са висином 197 m и Мала Петка са 146 m су два брежуљка са типичним карактеристикама динаридских узвишења изграђени од кречњачких седимената. Подручје парка Петка је типично крашко подручје, без јасно изражених крашких облика. Нема забележених спелеолошких објеката, осим Модре пећине која се налази ван граница парка.
Од 1987. године брежуљци су проглашени подручјем заштићеног природог резервата. Парк је богат густом четинарском шумом, првенствено алепским бором и мање са чемпресом. Међу животињама нарочито је бројан птичији свет.

## Историја
Историјски извори још 1296. године Петку спомињу као  Mons Acutus, називом романског порекла што у преводу значи оштри врх, с остацима храма богиње Венере на његовом врху. У XV веку, а могуће и пре, на месту урушеног храма стајала је православна црква Свете Петке, по којој су брежуљци и добили име. Црква је један од бројних завјетних сакралних објеката какви су се по старом Дубровнику градили још од XIII и XIV веку. Црква се у историјским документима још спомиње и као Sancta Parasceve, а 1882. године и као S. Parasceve na Petki. Још у XIX веку били су видљиви рушевни остаци ове цркве, као и трагови темеља кућице ремете, побожног пустињака који је становао у њеној близини. У данашње време нема више видљивих остатака ове цркве, а грађевинско камење је вероватно однесено за неке друге намене, док је остало прекрила земља и густа вегетација. У ближој околини Петке стајали су и други сакрални објекти. Непосредно под Великом Петком до катастрофалног је потреса 1667 године стајала црква Светог Мартина. Ову цркву, извори спомињу још 1168 године и сматра се најстаријим познатим сакралним објектом на подручју Лапада, а могуће и шире. Лападски предео Сумратин - Сумартин назван је по овој цркви. Њени су остаци били видљиви још почетком XX века.
Недалеко од хотела „Сплендид“ стајала је црквица Свете Марије Магдалене, а која се спомиње још 1346 године, а 1882 године од ње остају само њени остаци. Да простор Петке постане делом националне књижевне баштине, побринуо се дубровачки Србо-католик, хроничар Иво Војновић, коју је описао у својој „Дубровачкој трилогији“.